# سبد مصري
سبد الصحراء  أو سبد مصري أو ملهى الرعيان أو مسهى الرعيان ، (الاسم العلمي: Caprimulgus aegyptius) هو طائر ينتمي إلى طائر السبد (فصيلة: Caprimulgidae) ، ملهي الرعيان: أُطلقت هذه التسمية لأن الطائر يتظاهر ويدعي الإعياء أو الإصابة وبالتالي يقوم بعض الرعاة في البر بمطاردته من مكان إلى آخر لاصطياده حتى ينصرف ويضيع الراعي عن متابعة قطيعه من الأغنام.
طائر بري كبير الحجم نسبياً ومهاجر عابر يصل طول جسمه إلى 25 سنتمتراً تقريباً، يألف الشجيرات والأشجار كثيرة الالتواء والأراضي الحصوية في المناطق الصحراوية وشبه الصحراوية وذلك لسهولة الاختباء فيها.

## المشخصات
السطح الظهري والأجنحة بني مسمر وتتخلل الأجنحة بقع فاتحة اللون متداخلة، وعند فرد الجناح توحي للناظر بأنها خطوط. العينان كبيرتان يوجد أسفلها خط أبيض وفمه واسع محاط بشعيرات خشنة قصيرة تساعد على اصطياد الفريسة أثناء الليل ومنقار قصير جداً ومعقول لأسفل.
وهو طائر ينشط في المساء وحتى الساعات الصباح الأولى، حيث يتميز بأن طيرانه قليل نسبياً نظراً لكبر حجمه حيث يطير دون إصدار أي صوت من جناحه.

## التغذية

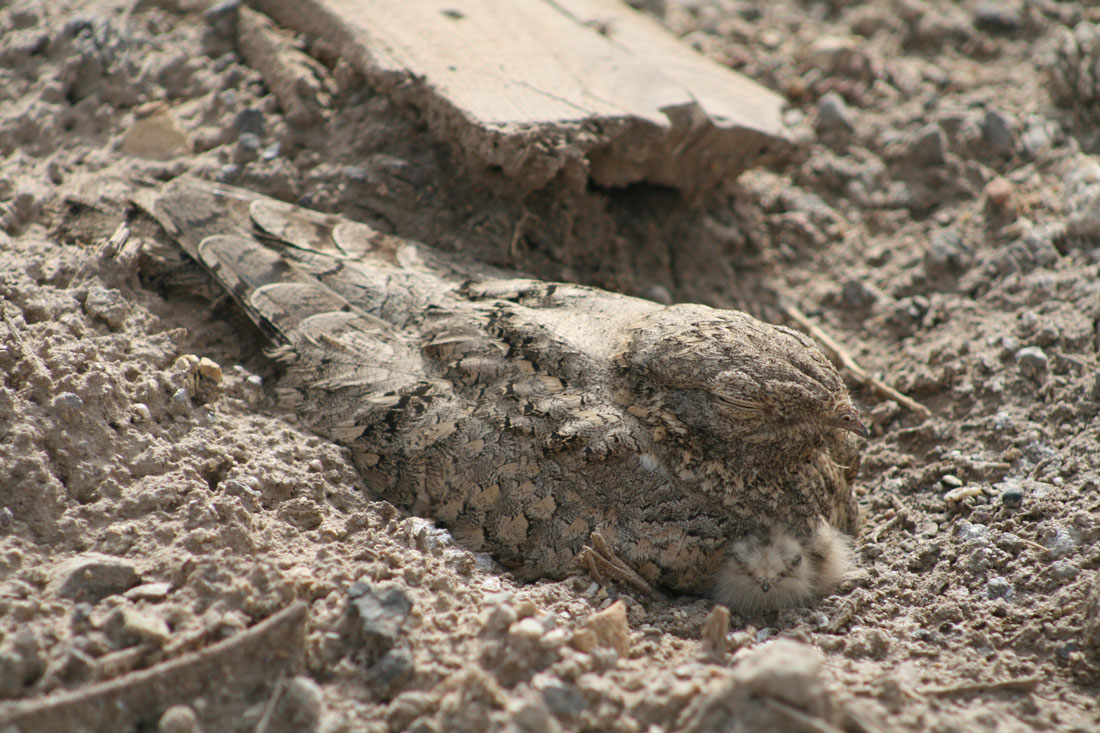
ملهى الرعيان

يتغذى على الحشرات والفراشات.